# Vanhasaari (ö i Mellersta Finland)
Vanhasaari är en ö i Finland. Den ligger i sjön Hankavesi och i kommunen Hankasalmi i den ekonomiska regionen  Jyväskylä ekonomiska region  och landskapet Mellersta Finland, i den centrala delen av landet, 260 km norr om huvudstaden Helsingfors. Öns area är 34,4 hektar och dess största längd är 1,3 kilometer i sydöst-nordvästlig riktning.